# Caroline Perthes
Caroline Perthes, geborene Caroline Ilsabe Claudius (* 7. Februar 1774 in Wandsbek; † 28. August 1821 in Hamburg) war die Tochter des Dichters Matthias Claudius und die Ehefrau des Sortimentsbuchhändlers Friedrich Christoph Perthes. Ihre in der sogenannten Franzosenzeit verfassten Briefe stellen heute eine wertvolle Quelle für die Geschichtsforschung dar.

## Kindheit und Jugend

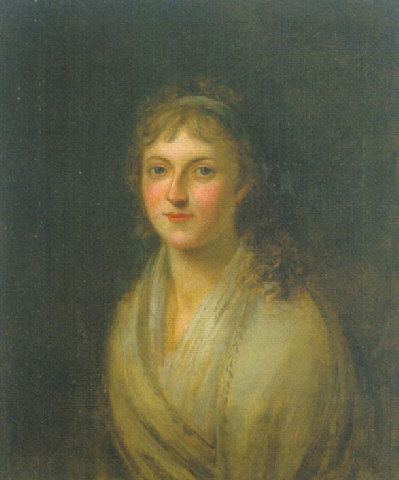
Caroline Perthes, von Friederike Leischisch um 1797

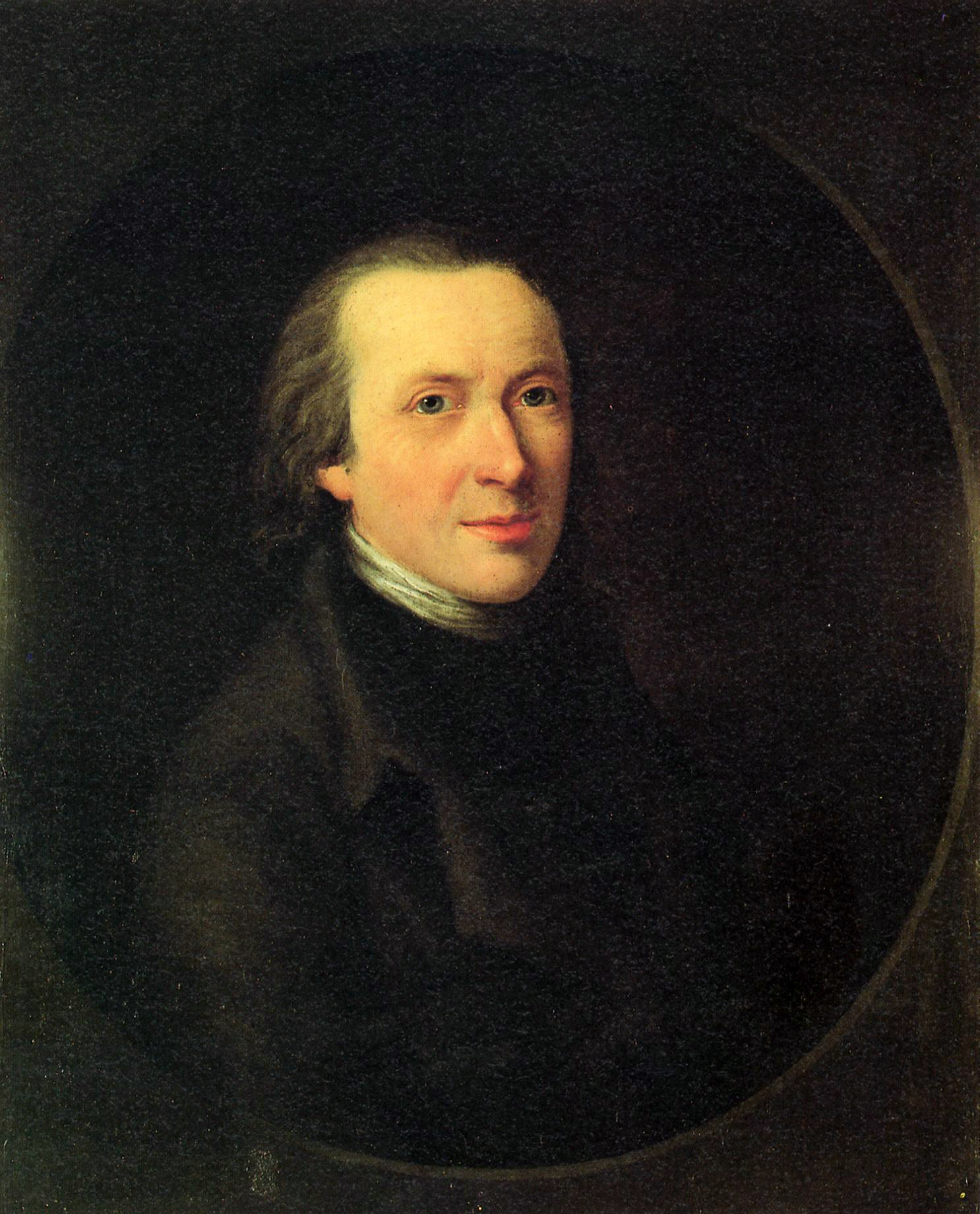
Der Vater Matthias Claudius, vermutlich von Friederike Leischisch um 1797

Caroline Claudius wurde am 7. Februar 1774 als erste Tochter von Anna Rebecca Claudius, geborene Behn (* 26. Oktober 1754; † 26. Juli 1832) und Matthias Claudius (* 15. August 1740 † 21. Januar 1815) in dem damals dänischen Ort Wandsbek geboren. Ihr Vater trug in der Hausbibel der Familie den vollständigen Vornamen Maria Caroline Elsabe ein. Caroline wurde am 9. Februar 1774 getauft. Matthias Claudius hatte Theologie und Cameralwissenschaften studiert und beherrschte neben dem Deutschen weitere Sprachen wie Latein, Griechisch, Dänisch, Englisch, Spanisch. Da er sich für seine Kinder keinen Hauslehrer leisten konnte, unterrichtete er sie selbst und nahm zwei weitere Schüler in seinen Haushalt auf. Die Erziehung war christlich protestantisch geprägt. Es wurde viel im Familienkreis musiziert. Die Lebensverhältnisse waren bescheiden, aber durch die vielen Freundschaften der Eltern mit Personen von Bildung und Adel wuchsen die Kinder in anregenden Verhältnissen auf. Zu den Freunden und Freundinnen zählten Friederike Juliane von Reventlow, Friedrich Leopold zu Stolberg-Stolberg, Amalie von Gallitzin. Fürstin Gallitzin blieb bis zu ihrem Tod eine mütterliche Freundin und religiöses Vorbild für Caroline Perthes.

## Heirat und Familie

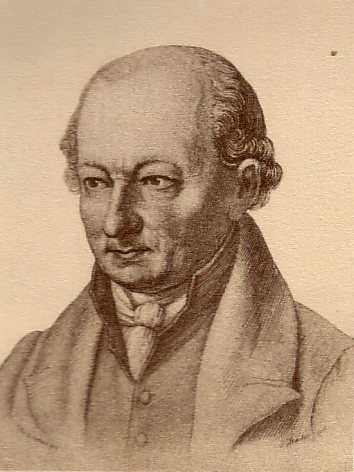
Ehemann Friedrich Christoph Perthes

Caroline Claudius lernte den Sortimentsbuchhändler Friedrich Christoph Perthes (* 21. April 1772, † 18. Mai 1843) am 27. November 1796 im Schloss Wandsbek kennen, wo sie mit ihrer Familie zu Gast bei Friedrich Heinrich Jacobi war. Der aus Thüringen stammende Perthes lebte seit 1793 in Hamburg. Er war anfangs als Gehilfe in der Buchhandlung Benjamin Hoffmann tätig, hatte aber bereits im Juli 1796 seine eigene Sortimentsbuchhandlung in Hamburg eröffnet. Mit Matthias Claudius war er bereits seit kurzer Zeit befreundet. Die Verlobung von Caroline und Friedrich Perthes fand am 15. Juli 1797 statt. Die beiden heirateten am 2. August 1797. Bis 1813 vergrößerte sich die Familie um 10 Kinder, eine Tochter und zwei Söhne verstarben in frühem Kindesalter.
- Agnes (* 28. Mai 1798 † 1868, ⚭ 12. Mai 1818 Wilhelm Perthes)
- Matthias (* 16. Januar 1800; †  28. August 1859), Pastor in Moorburg
- Luise (* 10. Januar 1802)
- Mathilde (* 25. Februar 1804, ⚭ 1. Juni 1824 Friedrich Becker)
- Johannes (* 23. Januar 1806 † 18. Dezember 1809)
- Dorothea (* 15. September 1807 † 17. Dezember 1807)
- Clemens (* 2. März 1809; † 25. November 1867), Jurist
- Eleonore (* 4. April 1810)
- Bernhard (* 27. September 1813 † 19. Januar 1814)
- Andreas (* 16. Dezember 1813; † 1. Januar 1890), Verleger

## Erste Jahre in Hamburg
Im Haushalt der Familie Perthes lebten neben Caroline und Friedrich Perthes auch Friedrich Perthes Mutter und seiner Halbschwester Charlotte. 1799 wurde Johann Heinrich Besser Teilhaber der Sortimentsbuchhandlung, durch die Heirat mit Charlotte Perthes im Jahr 1803 wurde er zum Familienmitglied. Ab 1805 befand sich das Geschäfts- und Wohnhaus der Familien Perthes und Besser am Jungfernstieg 22. Dieses Haus ist 1842 beim Großen Brand vernichtet worden. Friedrich Perthes jährliche Reisen zur Leipziger Buchmesse dauerten meist sechs bis sieben Wochen. Die in diesen Zeiten geschriebenen Briefe der Eheleute Caroline und Friedrich Perthes sind zum großen Teil erhalten geblieben.

Tochter Luise Die kleine Perthes, 1805

Zum Freundeskreis von Friedrich und Caroline Perthes gehörte Philipp Otto Runge. Sein Gemälde Die kleine Perthes stellt die zweite Tochter Luise dar. Caroline Perthes pflegte Runge, der an Tuberkulose erkrankt war, bis zu seinem frühen Tod.

## Franzosenzeit, Flucht
Hamburg wurde am 20. November 1806 von französischen Truppen besetzt, am 1. Januar 1811 wurde die Stadt dem Französischen Reich einverleibt.
Wie in vielen Haushalten, so wurden auch im Hause Perthes Soldaten der französischen Truppen einquartiert. Nach dem verlorenen Russlandfeldzug verließ die französische Besatzungsmacht Hamburg für kurze Zeit (12. März – 30. Mai 1813). Friedrich Perthes gehörte der Bürgerwehr an, in seinem Haus fanden im Geheimen militärische Übungen der Hamburger Bürgerwehr statt. Friedrich Perthes Name befand sich auf einer Liste der verdächtigen Bürger Hamburgs, es war jederzeit mit Hausdurchsuchungen zu rechnen. In dieser bedrohlichen Situation ließ er seine Familie zuerst ins dänische Wandsbek zu Carolines Eltern bringen. Doch auch hier befürchtete er, dass Familienmitglieder benutzt werden könnten, um seine Herausgabe zu erpressen. Deshalb floh Caroline Perthes gemeinsam mit ihren sieben Kindern, ihrer Schwester Auguste und einer Amme zum Gut Nütschau, das sich im Besitz der befreundeten Familie Moltke befand. Weiter ging es nach Lütjenburg, dann nach Eckernförde. Den Sommer 1813 hielten sich die Flüchtlinge im Gartenhaus einer Meierei in Aschau in der Nähe der Ostsee auf. Friedrich Perthes leistete seiner Familie dort nur kurz Beistand. Die dänische Regierung konnte ihm keinen Schutz gewähren, so floh er weiter nach Mecklenburg. Die älteste Tochter Agnes Perthes berichtet in ihren Erinnerungen über die schwere Zeit, die sie als 15-Jährige erlebte. Die Familie Perthes lebte unter sehr schwierigen Bedingungen. Caroline Perthes war nicht bereit, Geld von Freunden anzunehmen, stattdessen versuchte sie, durch die Einforderung offenstehender Rechnungen von Kunden der Buchhandlung die Familie über Wasser zu halten.
Im September 1813 zog Caroline Perthes mit ihrer Familie nach Kiel, wo sie unter beengten Umständen in der Flämischen Straße wohnten. Hier brachte Caroline im Dezember ihr letztes Kind zur Welt. Im Januar 1814 starb ihr zweitjüngster Sohn Bernhard. Friedrich Perthes kam für kurze Zeit nach Kiel, musste aber kurz darauf die Familie verlassen, um im Auftrag des schwedischen Kronprinzen Bernadotte Hilfsgelder für die Hamburger Vertriebenen in Empfang zu nehmen.
Genau ein Jahr nach Beginn ihrer Flucht versammelte sich die Familie Perthes am Stadtrand von Hamburg in dem Fischerdorf Blankenese, wo sie gemeinsam auf die Befreiung der Stadt warteten. Trotz der Abdankung Napoleons im April 1814 zogen Marschall Davouts Truppen erst Ende Mai 1814 aus Hamburg ab. Wie die Tochter Agnes Perthes in ihren Erinnerungen berichtet, fand die Familie ihr Haus in einem desolaten Zustand vor. Mit viel Mühen richteten sie die Wohn- und Geschäftsräume wieder her. Durch eine Verzögerungstaktik hatte Johann Heinrich Besser einen großen Teil des von den Franzosen konfiszierten Buchbestandes retten können. So konnten die Familien Perthes und Besser hierauf die Geschäftsgrundlage für die kommenden Monate aufbauen.

## Friedenszeit

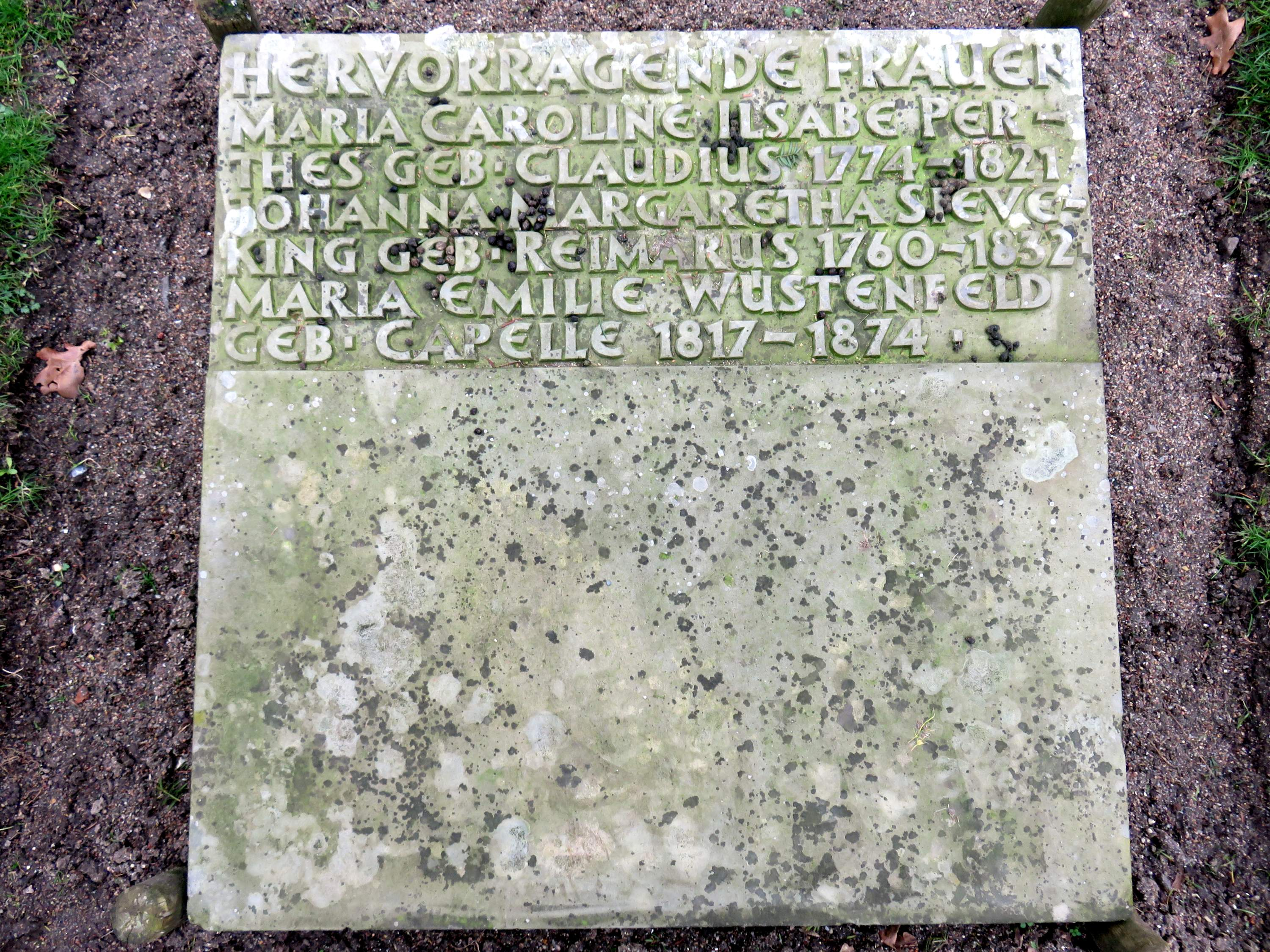
Grabmaltafel Althamburgischer Gedächtnisfriedhof Ohlsdorf

Carolines Perthes Eltern, Matthias und Rebekka Claudius, hatten ebenfalls während der französischen Besatzung Hamburgs fliehen müssen. Nach entbehrungsreichen Monaten kehrten sie im Mai 1814 nach Wandsbek zurück. Die Zeit der Flucht hatte die Gesundheit von Matthias Claudius sehr geschädigt. Caroline Perthes nahm ihren Vater in ihrem Haus am Jungfernstieg auf und pflegte ihn bis zu seinem Tod am 21. Januar 1815.
Agnes Perthes heiratete ihren Cousin Wilhelm Perthes, der in der Buchhandlung Perthes & Besser  seine Ausbildung absolviert hatte. Die beiden gingen 1818 nach Gotha. Die Tochter Luise heiratete kurz danach und lebte gemeinsam mit ihrem Mann ebenfalls in Gotha.
Caroline Perthes litt seit der entbehrungsreichen Flucht an einem Herzproblem, von dem sie sich nicht mehr erholte. Sie starb am 28. August 1821 in Hamburg. Sie wurde auf dem Friedhof am Dammtor bestattet. Das Grab gibt es nicht mehr, heute erinnert das Sammelgrabmal Hervorragende Frauen im Bereich des Althamburgischen Gedächtnisfriedhofes auf dem Ohlsdorfer Friedhof an Caroline Perthes (zusammen mit Johanna Margaretha Sieveking und Emilie Wüstenfeld).
Friedrich Perthes zog 1822 mit seinen jüngsten Kindern zu seinen Töchtern nach Gotha. Dort lernte er die 30-jährige Witwe Charlotte Hornborstel kennen, die er 1825 heiratete. Sie hatten gemeinsam noch vier weitere Kinder.
Die älteste Tochter Agnes Perthes und ihr Mann Wilhelm Perthes schrieben ihre Erinnerungen an die sogenannte Franzosenzeit für ihre Familienangehörigen auf.